# Pátý speciální čarodějnický díl
Pátý speciální čarodějnický díl (dříve Dům plný hrůzy, na DVD Speciální čarodějnický díl V, v anglickém originále Treehouse of Horror V) je 6. díl 6. řady (celkem 109.) amerického animovaného seriálu Simpsonovi. Scénář napsali Greg Daniels, Dan McGrath, David S. Cohen a Bob Kushell a díl režíroval Jim Reardon. V USA měl premiéru dne 30. října 1994 na stanici Fox Broadcasting Company a v Česku byl poprvé vysílán 27. května 1997 na stanici ČT1.

## Děj
Díl je rozdělen na tři části: Kudrliny (The Shinning), Počin a trest (Time and Punishment) a Samojídelna u noční můry (Nightmare Cafeteria).

### Úvod
Marge varuje diváky před sledováním tohoto dílu. Pak dostane kus papíru a čte, že Kongres jim zakázal tento díl vysílat. Obrazovka ztmavne, protože Bart začal svůj rádiový přenos. Poté spustí zakázaný díl.

### Kudrliny
Simpsonovi jedou jako nájemníci do zimního sídla pana Burnse. Když už jsou skoro na místě, Homer zjistí, že doma nezamkl. Když jsou druhý den znovu skoro tam, Homer zjistí, že zapomněl zamknout ještě zadní dveře. Při další cestě si všimnou, že dědu zapomněli na benzínce, ale pro něj už se nevrátí.
Bart tam zničí bludiště, o které se stará školník Willie. Zjistí, že Bart mu dokáže číst myšlenky. Willie řekne, že až bude mít problém, ať aktivuje své bodliny (vlasy) a on mu přijde na pomoc. Smithers mezitím odřízne kabelovou televizi a sebere všechno pivo v domě. Když to Homer zjistí, začne vyšilovat a křičet, že všechny zabije. Marge ho ale uklidní. V baru mu duch Vočka také nechce dát pivo, dokud nevyvraždí rodinu. Homer popíše zdi v domě nápisem: „Pivo a telka v nenávratnu. Homer zešílí v cuku letu.“. Pak se pokusí zabít Marge. Na schodech ale upadne a Marge ho odnese do skladu potravin, aby se uklidnil. Tam pro něj dojde Vočko, protože vraždění neprobíhá podle plánu. Homer si vezme ze sbírky sekeru a na třetí pokus konečně rozbije správné dveře. Rodina před ním utíká. Bart přivolá Willieho. Ten cestou zahodí do sněhu přenosnou televizi. Jakmile ale vejde do domu, Homer mu vrazí sekeru do zad. Rodina utíká ven, kde najdou přenosnou televizi a to Homera uklidní.

### Počin a trest
Simpsonovi doma obědvají. Homer si pochvaluje, jakou má rodinu, když najednou Líza řekne Homerovi, že se mu dostala ruka do toustovače. On s ním začne mlátit a poničí jej. Rozhodne se, že se na něj musí podívat a opravit ho. Stráví nad tím celou noc, a když ho ráno vyzkouší, posune se zpět v čase do doby dinosaurů. Cestou potká Shermana a pana Peabodyho. V minulosti si vzpomene na radu svého otce, kterou od něj dostal na své svatbě: „Jestli někdy pocestuješ do pravěku, na nic, hochu, nestoupej, protože i ta nejmenší změna se může v budoucnosti projevit nepředstavitelným způsobem.“. Homer se tedy snaží ničeho se nedotýkat. Zabije ale komára, který ho obtěžuje. Doufá však, že taková malá změna nic nezmění. Toast je už hotový a Homer se vrací zpět do své doby. Na první pohled normální. Ale pak zjistí, že Ned Flanders je nedotknutelný vládce celého světa. Homer ho urazí a rodina musí podstoupit terapii v re-domučovacím centru. Homer už toho má dost, utíká a vydává se zpět do minulosti opravit budoucnost. Znovu se snaží nic nezabít, ale zasedne rybu. Po návratu zjistí, že jsou všichni obři a rychle se vrací do minulosti. Tam kýchne na jednoho dinosaura, ten ale umře a s ním postupně i všichni ostatní dinosauři. V budoucnosti vypadá vše skvěle. Má větší dům, jeho syn si ho váží. Patty a Selma právě umřely. On se s tím spokojí. Pak ale zjistí, že neexistují koblihy, a rychle mizí zpět do minulosti a v tom začnou pršet koblihy. V další verzi budoucnosti se objeví Willie a chce mu pomoci, ale Maggie mu ještě předtím, než Willie stačí říct, jak na to, vrazí sekeru do zad. Homer už je naštvaný a v minulosti poničí a zabije vše, co stihne. Dům Simpsonových se sedmkrát změní. Kang a Kodos prohlásí, že jsou pozemšťané naprosto nepřipravení na cestování časem. Homer už je z toho unavený. Rodina v této době vypadá normálně. Při jídle zjistí, že mají dlouhé jazyky, ale to mu nevadí.

### Samojídelna u noční můry
Ve škole je mnoho poškoláků. Seymour už neví, co s nimi. Kuchařka Doris si stěžuje, že není z čeho vařit, a ředitel dostane nápad, že by mohli začít vařit z žáků, a vyřešit tak dva problémy najednou. První den mají k obědu Jimba. Učitelé si pochutnávají a Seymour je zasvětí do tajemství. Druhý den snědí zahraničního studenta z Bavorska Fricka a Líza začne mít podezření, že je divné, že jsou bavorské hody hned poté, co zmizel Fricek z Bavor.
Za několik dní všichni učitelé ztloustli. Zbývá už jen 5 žáků včetně Lízy, Barta a Milhouse. Utečou. Přijde je zachránit Willie, ale ředitel mu vrazí sekeru do zad a začne je s Doris pronásledovat. Milhouse spadne do obřího mixéru. Nakonec tam padnou i Líza s Bartem. Poté se Bart probudí doma ze své noční můry. Celá rodina tam je s ním a prý se nemusí ničeho bát. Kromě smogu, který obrací lidi naruby. Do místnosti začne oknem vnikat tento smog a obrátí celou rodinu naruby.

## Produkce
Showrunner David Mirkin se snažil do epizody vložit „co nejvíce krve a vnitřností“. Důvodem bylo Mirkinovo zklamání ze stížností Kongresu na množství násilí v seriálu a jejich snahy o jeho cenzuru. Později jej označil za „nejvíce (…) znepokojující halloweenský pořad všech dob“. Reakcí na to byla i úvodní pasáž, v níž Marge prohlašuje, že epizoda nemohla být odvysílána, a pouští několik živých záběrů. Mirkin řekl, že si myslí, že halloweenské pořady mohou být „strašidelné i zábavné“.
Tato epizoda znamenala konec tradice uvádění humorných náhrobků v titulkové scéně halloweenských epizod. V titulkové pasáži této epizody se objevil náhrobek s nápisem „Zábavné náhrobky“, což bylo znamením, že scenáristé už nemohou vymýšlet nápady, které by použili jako humorné náhrobní vzkazy. Podobné části se objevily jako úvodní ve všech čtyřech předchozích Speciálních čarodějnických dílech, ale od této epizody se již neobjevily.
Štáb se také rozhodl upustit od tradičního pokračování uvádění částí, které se objevovalo před každým příběhem v předchozích Speciálních čarodějnických dílech, aby bylo více času na hlavní příběhy.
První část, Kudrliny, je parodií na film Osvícení. Režisér tohoto filmu Stanley Kubrick měl na Mirkina velký vliv a byl „jedním z hlavních důvodů, proč se chtěl stát režisérem“. Tvůrce seriálu Matt Groening přiznal, že Osvícení neviděl a většina odkazů na film mu zcela unikla.
Groening původně přišel s nápadem, že Homer bude v části Počin a trest cestovat časem. Jeho původní myšlenka byla, že cestování časem bude důsledkem toho, že Homer jednoduše strčí ruku do toustovače, ale ostatní scenáristé ji zamítli.
Při prvním Homerově cestování časem měl původně prohlásit: „Jsem první nefiktivní postava, která cestuje časem zpět.“. Později byla hláška změněna z „nefiktivní“ na „nebrazilskou“. Groening byl z důvodu změny zmatený, protože se mu původní verze tolik líbila. Ve skutečnosti ani nechápal, co nová hláška naznačuje.
Ve scéně, kdy se dům Simpsonových proměňuje v množství objektů, jeden z původních návrhů zahrnoval dům složený výhradně z veverek. Výtvarník, který ho navrhoval, pracoval na nákresech více než dva dny, ale nakonec byl vystřižen. Aby jejich práce nepřišla vniveč, někteří zaměstnanci použili kresby na vánočních přáníčkách a dalších oznámeních týkajících se studia.
V další vymazané scéně zahrnující alternativní budoucnost Simpsonových měla rodina dospívajícího syna jménem Roy, Groening uvedl, že tento nápad původně navrhl „někdo mimo seriál“, později byl tento vtip použit jako podzápletka pro díl Představují se Itchy, Scratchy a Poochie, ačkoli Roy byl v této epizodě spíše podnájemníkem než synem.
Samojídelna u noční můry byla prvním příběhem Simpsonových, který napsal David X. Cohen. Napsal závěrečnou scénu, kde noční můra v mlze obrátí rodinu „naruby“. Inspirací byl thriller uváděný v rozhlasovém pořadu Lights Out s názvem The Dark, který Cohena v dětství děsil. Hned poté bylo přidáno taneční číslo, aby představení skončilo na odlehčenější notu. Z této pasáže také vystřihl dvě scény, v nichž se Sherri a Terri připravují jako steak „Teriyaki“ s omáčkou „Sherry“ a Homer vypráví Líze o svém snu sníst Milhouse. Bez ohledu na to byla v této pasáži uvedena kniha z této scény. V důsledku vystřižení této scény se Homer neobjevuje ve třetí části (nepočítáme-li závěrečnou scénu), což se podle Cohena nikdy předtím nestalo. Vtip o „mase třídy F“ napsal Cohen inspirován tím, že jeho bratranec jednou viděl krabici hot dogů s nápisem „třída C, schváleno k lidské spotřebě“.

## Kulturní odkazy
Hlas v předtitulkové části je odkazem na televizní seriál The Outer Limits z roku 1963. První část, Kudrliny, je parodií na román Stephena Kinga Osvícení a stejnojmenný film Stanleyho Kubricka. Základní zápletka pasáže je stejná jako v románu a je zde také mnoho odkazů na konkrétní momenty z filmu, například krev vytékající z výtahu a Homer prorážející dveře sekerou a křičící „Tady je Johnny!“. Kudrliny také odkazují na vánoční speciály Johna Denvera. 
Název druhé pasáže, Počin a trest, je odkazem na román Fjodora Dostojevského Zločin a trest a zápletka, v níž Homer způsobí velké změny v budoucnosti tím, že v minulosti zabije zvířata, je parodií na povídku Raye Bradburyho A Sound of Thunder. Peabody a Sherman z animovaného seriálu The Rocky and Bullwinkle Show se objevují během Homerova cestování časem, kdy jsou jako vedlejší efekt Homerova dovádění v minulosti hlavy Kanga a Kodos nečekaně nahrazeny hlavami Peabodyho a Shermana. Scény s dinosaury připomínají Jurský park a podlaha měnící se v televizní obrazovku je odkazem na podobné scény ve filmech Terminátor 2: Den zúčtování a Zloději času.
Anglický název druhé pasáže, Nightmare Cafeteria, je odkazem na televizní seriál Nightmare Cafe, zatímco zápletka nese odkaz na Soylent Green. Píseň ze závěrečných titulků vychází z písně „One“ z muzikálu A Chorus Line, zatímco koncept rodiny obrácené naruby tajemnou mlhou pochází z epizody rozhlasového pořadu Lights Out s názvem The Dark.

## Přijetí
V původním vysílání se díl umístil v týdnu od 24. do 30. října 1994 na 27. místě ve sledovanosti s ratingem 12,2, což odpovídá přibližně 11,6 milionu domácností. V tomto týdnu se jednalo o druhý nejsledovanější pořad na stanici Fox, hned po Beverly Hills 90210.
Po odvysílání se dílu dostalo uznání kritiky. Časopis Entertainment Weekly ohodnotil tuto epizodu jako devátou nejlepší z celého seriálu; část Kudrliny byla popsána jako „parodie (…) s takovým detailem a komickým načasováním“ a že se „řadí k velkým (…) parodiím všech dob“ a pasáž Počin a trest jako „jeden z nejkrásnějších náhodných momentů v historii (Simpsonových)“, ale také uvedl, že Samojídelna u noční můry „nezáří tak skvěle“. Na serveru AskMen.com se díl umístil na pátém místě v žebříčku 10 nejlepších dílů Simpsonových. Seznam uvedl, že epizoda „nabízí tři zcela odlišné příběhy, (…) pyšnící se silnou kombinací vtipu a humoru“, že „smích nikdy nekončí“ a že „skvěle kombinuje příběhy s halloweenskou tematikou se standardním šarmem Simpsonových“. Server IGN epizodu označil za „dosud nejvtipnější Speciální čarodějnický díl“ a v roce 2006 ji také označil za nejlepší díl 6. řady. Adam Finley z blogu TV Squad ji označil za „možná jednu z nejlepších halloweenských epizod vůbec“. Michael Passman z deníku Michigan Daily uvedl, že epizoda „je většinou považována za nejlepší, ale slabá závěrečná třetina ji brzdí“. Server Entertainment.ie díl zařadil mezi 10 nejlepších simpsonovských epizod všech dob, server Screen Rant jej označil za nejlepší díl 6. řady a nejlepší halloweenskou epizodu Simpsonových. Consequence of Sound díl označil za „skutečný etalon seriálu“ a zařadil jej na druhé místo nejlepších Speciálních čarodějnických dílů všech dob. Časopis Time díl v roce 2019 zařadil na třetí místo v seznamu 10 nejlepších epizod Simpsonových vybraných odborníky na Simpsonovy.
Obzvláště vysoce je hodnocena část Kudrliny. Kromě chvály časopisu Entertainment Weekly ji server IGN zvolil na první místo v seznamu nejlepších částí Speciálních čarodějnických dílů, na čtvrtém místě se umístila část Počin a trest a na devátém místě se umístila v seznamu 10 nejlepších vinět Speciálních čarodějnických dílů, který sestavil blog Noise to Signal. Adam Finley z TV Squad se vyjádřil, že „by to mohl být (…) nejlepší část Speciálních čarodějnických dílů vůbec“, a pochválil úvodní část Počin a trest. Při sestavování dokonalého Speciálního čarodějnického dílu zařadil Passman z Michigan Daily Kudrliny jako „jasnou volbu“. Empire označil část „Bez televize a piva se Homer zblázní“ za šestou nejlepší filmovou parodii v historii seriálu. Autoři knihy I Can't Believe It's a Bigger and Better Updated Unofficial Simpsons Guide, Warren Martyn a Adrian Wood, díl označili za „další skvělý příspěvek do kánonu Speciálních čarodějnických dílů“. Vulture označil Kudrliny za nejlepší část čarodějnických dílů vůbec a uvedl: „Když si nemůžete vzpomenout na originál, aniž byste si zároveň nevzpomněli na parodii. To jsou Kurdliny, snadno nejlepší část čarodějnických dílů všech dob.“.
Hostování Jamese Earla Jonese v této epizodě, stejně jako ve Zvlášť strašidelných Simpsonových a Ponorkobus, bylo zařazeno na sedmé místo v seznamu 25 nejlepších hostujících vystoupení v Simpsonových serveru IGN. 25. místo obsadil Jones na seznamu 25 nejoblíbenějších hostujících hvězd Simpsonových serveru AOL. David Mirkin uvedl, že alternativní budoucnost, ve které je rodina bohatá, mu „pokaždé zlomí (srdce)“.
Hudební doprovod Alfa Clausena k této epizodě získal v roce 1995 nominaci na cenu Emmy za vynikající seriálový dramatický podkres.